# Rhaestus testaceipes
Rhaestus testaceipes är en stekelart som först beskrevs av Carl Gustav Alexander Brischke 1892.  Rhaestus testaceipes ingår i släktet Rhaestus och familjen brokparasitsteklar. Inga underarter finns listade i Catalogue of Life.